# Ichneumon rhododendron
Ichneumon rhododendron är en stekelart som beskrevs av Heinrich 1965. Ichneumon rhododendron ingår i släktet Ichneumon och familjen brokparasitsteklar. Inga underarter finns listade i Catalogue of Life.